# ムサンダム半島

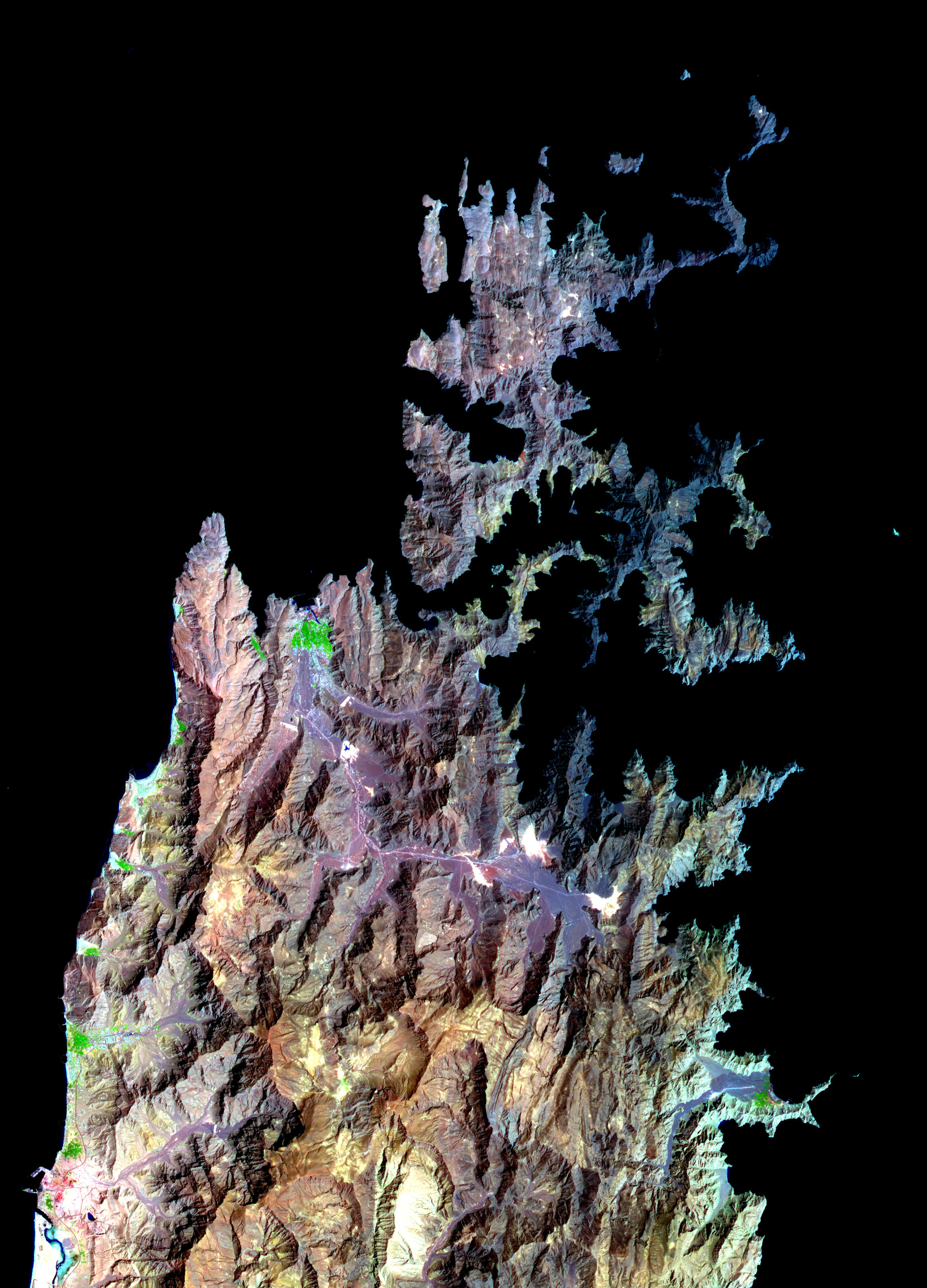
ムサンダム半島とホルムズ海峡に臨む島の人工衛星画像（人工彩色）

ムサンダム半島（ムサンダムはんとう、アラビア語: شبه جزيرة مسندم Šibh Jazīrat Musandam、英語: Musandam Peninsula）は、アラビア半島の一部で、ペルシア湾の入り口であるホルムズ海峡に飛び出した部分である。面積約1800平方km、人口は約3万人である。
大部分がオマーンの飛び地（ムサンダム特別行政区）で、アラブ首長国連邦がオマーン本土との間に割り込む。
荒涼たる岩山で構成され、リアス式の入り江に富む。これはアラビアプレートがユーラシアプレートに潜りこみ、半島が沈んでいるためと地質学的に解釈される。
半島先端のクムザール部落には500人程度のアラブ住民が住み、ペルシャ語から派生したクムザール語を話す。長年陸の孤島であったが、2008年に首都マスカットとの間を高速フェリーが就航した。

## 行政
オマーン
- ムサンダム特別行政区

アラブ首長国連邦
- ラアス・アル＝ハイマ